# Perasis sussianae
Perasis sussianae là một loài ruồi trong họ Asilidae. Perasis sussianae được Abbassian-Lintzen miêu tả năm 1964. Loài này phân bố ở vùng Cổ Bắc giới.